# Filip Lazăr
Pour les articles homonymes, voir Lazăr.
Filip Lazăr est un pianiste et compositeur roumain né le 6 mai 1894 (18 mai 1894 dans le calendrier grégorien) à Craiova et mort le 3 novembre 1936 à Paris 15e.

## Biographie
Filip Lazăr naît le 6 mai 1894 à Craiova, en Roumanie.
Entre 1907 et 1912, il étudie au Conservatoire de Bucarest avec Dumitru Georgescu Kiriac (en) et Alfonso Castaldi, puis se perfectionne au Conservatoire de Leipzig avec Robert Teichmüller en piano et Stephan Krehl en composition, en 1913 et 1914.
En 1924, il remporte le prix de composition Georges Enesco avec son Prélude pour orchestre.
Lazăr s'installe à Paris en 1928, où il est l'un des fondateurs de la société musicale du Triton.
Comme compositeur, esthétiquement, sa musique « est brillamment hédoniste, l'élément ethnique roumain fournissant un élément exotique « à la moderne » ».
Il meurt le 3 novembre 1936 à Paris,.

## Œuvres
Comme compositeur, Filip Lazăr est l'auteur de :
- Prélude pour orchestre (1919) ;
- Suita română pour orchestre (1921) ;
- Divertissement pour orchestre (1924) ;
- Suite valaque pour petit orchestre (1925) ;
- Tziganes, scherzo pour orchestre (créé à Boston le 29 octobre 1926) ;
- Music for an Orchestra (créé à Boston le 23 mars 1928) ;
- Le Ring : un Round de 4 minutes (créé à Paris le 10 janvier 1930) ;
- 4 concertos :
  - no 1, Concerto grosso in the Old Style (Boston, 21 février 1930),
  - no 2, Concerto pour piano et petit orchestre (1931),
  - no 3, Concerto pour piano et orchestre (Paris, 4 novembre 1934),
  - no 4, Concerto da camera, pour percussion et 12 instruments (Paris, 11 décembre 1935) ;
- Musica pentru radio (« Musique pour la radio »), ouverture pour petit orchestre (Paris, Le Triton, 26 février 1931) ;
- 2 sonates pour piano (1913 et 1929) ;
- Sonate pour violon et piano (1919) ;
- 2 suites pour piano (1924 et 1925) ;
- Bagatelles pour violoncelle et piano (1925) ;
- 3 Danses pour violon et piano (1927) ;
- Bagatelles pour piano (1927) ;
- Trio pour hautbois, clarinette et basson (1934) ;
- Trio à cordes (1935) ;
- Petite Suite pour hautbois, clarinette et basson (1936) ;
- des chœurs ;
- des mélodies.